# Selenipediinae
De Selenipediinae vormen een subtribus van de Selenipedieae, een tribus van de orchideeënfamilie (Orchidaceae)
De subtribus bevat slechts één geslacht met zes soorten.
Het zijn terrestrische orchideeën uit Zuid-Amerika.
Voor een beschrijving van deze subtribus, zie de geslachtsbeschrijving.

## Geslachten
- Geslacht: Selenipedium

Tribus: Cypripedieae 

Subtribus: Cypripediinae · Geslacht: Cypripedium 

Subtribus: Paphiopedilinae · Geslacht: Paphiopedilum 

Tribus: Mexipedieae 

Subtribus: Mexipediinae · Geslacht: Mexipedium 

Tribus: Phragmipedieae 

Subtribus: Phragmipediinae · Geslacht: Phragmipedium 

Tribus: Selenipedieae 

Subtribus: Selenipediinae · Geslacht: Selenipedium